# Gruta de São José
A Gruta de São José é uma gruta portuguesa na ilha Graciosa, arquipélago dos Açores, na freguesia da Luz, no concelho de Santa Cruz da Graciosa.
Esta formação geológica apresenta uma geomorfologia com origem vulcânica.